# Dynamika frazeologie
Dynamika frazeologie je celkový stav frazeologie v kterékoli etapě její vývinu, vyznačující se navzdory mnohostranné ustálenosti frazeologie její rozmanitými proměnami. Proměnlivost frazeologie se může dotýkat samé existence jistých frazém (např. vzniku nových a ústupu již existujících frazém), rozvoje variabilitě frazém (opět vznik nových a ústup některých z již existujících variant), rozšiřování nebo zužování řady paradigmatu forem při jednotlivých frazémách, frazeologické derivace (tedy vzniku nových frazém na bázi již existujících frazém), vzniku nebo ústupu jednotlivých významů při konkrétních frazémách, přehodnocování stylistických vlastností frazém, jakož i různých možností parafrázování (aktualizace) frazém. Uvedené rozmanité možnosti obměňování frazém zařazují frazeologii mezi ty oblasti jazyka, v nichž se dynamika projevuje velmi výrazně a zřetelně.